# Puy-du-Lac
Puy-du-Lac és un municipi francès situat al departament del Charente Marítim i a la regió de la Nova Aquitània. L'any 2007 tenia 363 habitants.

## Demografia

### Població
El 2007 la població de fet de Puy-du-Lac era de 363 persones. Hi havia 139 famílies de les quals 33 eren unipersonals (22 homes vivint sols i 11 dones vivint soles), 51 parelles sense fills i 55 parelles amb fills.
La població ha evolucionat segons el següent gràfic:
Habitants censats

### Habitatges
El 2007 hi havia 169 habitatges, 142 eren l'habitatge principal de la família, 17 eren segones residències i 10 estaven desocupats. 159 eren cases i 7 eren apartaments. Dels 142 habitatges principals, 116 estaven ocupats pels seus propietaris, 20 estaven llogats i ocupats pels llogaters i 5 estaven cedits a títol gratuït; 6 tenien una cambra, 12 en tenien dues, 26 en tenien tres, 51 en tenien quatre i 47 en tenien cinc o més. 118 habitatges disposaven pel capbaix d'una plaça de pàrquing. A 49 habitatges hi havia un automòbil i a 82 n'hi havia dos o més.

### Piràmide de població
La piràmide de població per edats i sexe el 2009 era:
| Homes | Edats   | Dones |
| ----- | ------- | ----- |
| 0     | 95 o +  | 4     |
| 0     | 90 a 94 | 0     |
| 4     | 85 a 89 | 4     |
| 0     | 80 a 84 | 0     |
| 8     | 75 a 79 | 4     |
| 4     | 70 a 74 | 12    |
| 4     | 65 a 69 | 4     |
| 16    | 60 a 64 | 8     |
| 0     | 55 a 59 | 4     |
| 0     | 50 a 54 | 4     |
| 24    | 45 a 49 | 12    |
| 8     | 40 a 44 | 8     |
| 16    | 35 a 39 | 12    |
| 0     | 30 a 34 | 16    |
| 8     | 25 a 29 | 0     |
| 4     | 20 a 24 | 4     |
| 8     | 15 a 19 | 12    |
| 20    | 10 a 14 | 12    |
| 8     | 5 a 9   | 16    |
| 12    | 0 a 4   | 8     |

## Economia
El 2007 la població en edat de treballar era de 225 persones, 173 eren actives i 52 eren inactives. De les 173 persones actives 157 estaven ocupades (85 homes i 72 dones) i 16 estaven aturades (6 homes i 10 dones). De les 52 persones inactives 19 estaven jubilades, 14 estaven estudiant i 19 estaven classificades com a «altres inactius».

### Ingressos
El 2009 a Puy-du-Lac hi havia 151 unitats fiscals que integraven 381 persones, la mediana anual d'ingressos fiscals per persona era de 16.571 €.

### Activitats econòmiques
Dels 7 establiments que hi havia el 2007, 1 era d'una empresa de fabricació d'altres productes industrials, 2 d'empreses de construcció, 1 d'una empresa de comerç i reparació d'automòbils, 1 d'una empresa de transport, 1 d'una empresa de serveis i 1 d'una empresa classificada com a «altres activitats de serveis».
Dels 2 establiments de servei als particulars que hi havia el 2009, 1 era un paleta i 1 fusteria.
L'any 2000 a Puy-du-Lac hi havia 20 explotacions agrícoles que ocupaven un total de 1.416 hectàrees.

## Poblacions més properes
El següent diagrama mostra les poblacions més properes.